# Sant Pere de Fornils
Sant Pere de Fornils és una església de Susqueda (Selva) inclosa a l'Inventari del Patrimoni Arquitectònic de Catalunya.

## Descripció
Les restes de l'església de Sant Pere de Fornils estan situades a les proximitats del mas de les Gleies, prop del castell de Fornils.
Actualment està en ruïnes i només resten parcialment les parets de l'absis semicircular, amb una alçada de 2'5 metres. La part sud de l'absis està ben conservada, però la part nord està descarnada. El morter i el pedruscall hi són ben visibles i hi ha diverses alzines que han nascut al peu de la paret i la malmetent. A l'estructura exterior de l'absis hi ha una finestra rectangular emmarcada de grans blocs de pedra sorrenca. Aquesta finestra, per la part interior, està feta a una esqueixada i les pedres de la llinda formen un arc rebaixat. També hi ha, a tocar de la finestra i a la part exterior, l'inici d'un mur d'uns 80 cm, que podria indicar un edifici adossat o bé una nau més ampla que els 3 m d'arc de l'absis. El voltant de la ruïna és plena de pedres provinents de l'antiga construcció.
L'església estava orientada a l'est i al voltant hi ha un seguit d'aterrassaments i feixes de pedra, presumiblement relatives a cultius i també a l'habilitació d'un espai planer per a la construcció de l'església.
La vegetació oculta bona part de les restes. Als voltants hi ha alzines que malmeten la part nord de l'absis, la superfície dels murs és coberta d'herbes i l'interior, de romagueres.

## Història
Sant Pere de Fornils era una antiga parròquia que desaparegué en època medieval. Originàriament, era la parròquia de la vall i la componien els masos de la Coma, les Gleies, el Roure, la Triola, Sant Pau i Puiggalí a més del Castell de Fornils.
A l'arxiu de la Cúria Fumada de Vic hi ha el testament de Pere Jaume, fill de Berenguer de Sesqueions (del Mas Esqueions prop de la Jaça, a Rupit) de la parròquia de Sant Martí, que testà el 25 d'agost del 1269 amb motiu d'un viatge a Jerusalem i que, entre d'altres, llega dotze diners a Sant Pere de Fornils i sis al seu altar de Santa Maria. D'aquest document del 1269 es desprèn que ja en aquesta data hi havia aquestes dues advocacions, com també apareixen en notícies de l'any 1337.
Sembla que l'any 1560 Sant Pere ja no funcionava com a parròquia, ja que la crisi del segle xiv despoblà la zona fen inútil el manteniment d'una parròquia que passà a Sant Martí Sacalm.